# William Irvin Troutman

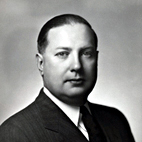
William Irvin Troutman (1943)

William Irvin Troutman (* 13. Januar 1905 in Shamokin, Northumberland County, Pennsylvania; † 27. Januar 1971 ebenda) war ein US-amerikanischer Politiker. Zwischen 1943 und 1945 vertrat er den Bundesstaat Pennsylvania im US-Repräsentantenhaus.

## Werdegang
William Troutman besuchte die öffentlichen Schulen seiner Heimat. Im Jahr 1927 absolvierte er das Franklin and Marshall College in Lancaster. Nach einem anschließenden Jurastudium an der University of Pennsylvania in Philadelphia und seiner 1930 erfolgten Zulassung als Rechtsanwalt begann er in Shamokin in diesem Beruf zu arbeiten. Zwischen 1939 und 1943 war er als Sonderstaatsanwalt (Special Attorney for Pennsylvania) tätig. Politisch war er Mitglied der Republikanischen Partei.
Bei den Kongresswahlen des Jahres 1942 wurde Troutman im damals staatsweiten 33. Wahlbezirk von Pennsylvania in das US-Repräsentantenhaus in Washington, D.C. gewählt, wo er am 3. Januar 1943 die Nachfolge des Demokraten Elmer J. Holland antrat. Da er im Jahr 1944 auf eine weitere Kandidatur verzichtete, konnte er bis zu seinem Rücktritt am 2. Januar 1945, einen Tag vor dem offiziellen Ende der Legislaturperiode, im Kongress verbleiben. Diese Zeit war von den Ereignissen des Zweiten Weltkrieges geprägt.
Im Jahr 1945 saß William Troutman im Senat von Pennsylvania. Zwischen 1946 und 1966 fungierte er als Richter am Berufungsgericht im Northumberland County. Danach war er als Senior Judge Aushilfsrichter am Berufungsgericht in Philadelphia. Er starb am 27. Januar 1971 in seinem Geburtsort Shamokin, wo er auch beigesetzt wurde.